# Ken Howery
Kenneth Alan Howery (/ˈhaʊəri/; nascido em 4 de novembro de 1975) é um empresário e diplomata americano. Ele está servindo atualmente como Embaixador dos EUA no Reino da Suécia e é co-fundador do PayPal e do Founders Fund.

## Infância e educação
Nasceu em 4 de novembro de 1975, Howery se formou na Universidade de Stanford em 1998 com um bacharelado em economia. Enquanto estava em Stanford, ele foi editor administrativo do The Stanford Review, um jornal administrado por estudantes fundado por Peter Thiel.

## Carreira
No mesmo ano em que se formou, ele co-fundou o PayPal com Peter Thiel, Luke Nosek, Elon Musk e Max Levchin. O grupo de fundadores ficou conhecido como PayPal Mafia, que incluía outros pares e os primeiros investidores. De 1998 a 2002, Howery atuou como CFO do PayPal. Após a aquisição do PayPal pelo eBay em 2002, Howery atuou como Diretor de Desenvolvimento Corporativo do eBay até 2003. Howery então voltou para Thiel em 2004 na Clarium Capital Management, onde atuou como vice-presidente de private equity, bem como membro das equipes de pesquisa e negociação.
Em março de 2012, o Fórum Econômico Mundial nomeou Howery como um jovem líder global, uma comunidade de "homens e mulheres de mentalidade social selecionados com menos de 40 anos, que atuam como uma força do bem para superar as barreiras que em outros lugares estão no forma de progresso." Ele também é membro do Comitê de Seleção do Programa de Pioneiros em Tecnologia do Fórum Econômico Mundial.
Em 2005, Howery e Thiel, junto com outro ex-aluno do PayPal, Luke Nosek, fundaram a Founders Fund, uma empresa de capital de risco com sede em São Francisco com mais de US $ 3 bilhões sob gestão, onde atuou como cofundador e sócio. Ele atuou nos conselhos de Quantcast e ZocDoc. Em 2010, o Venture Capital Journal nomeou Howery como um dos 10 principais VCs com menos de 36 anos.
Howery é membro do The Explorers Club, um grupo sem fins lucrativos que promove a exploração científica.
Howery atua como consultor da Kiva, uma organização de caridade 501 (c) (3) que permite às pessoas emprestar dinheiro pela Internet para empresários e estudantes de baixa renda em mais de 80 países. Ele é membro do Conselho de Competitividade dos Estados Unidos, que tem o objetivo declarado de aumentar a competitividade econômica dos Estados Unidos no mercado global.
O patrimônio líquido de Howery é de US$ 1,5 bilhão.

### Diplomacia

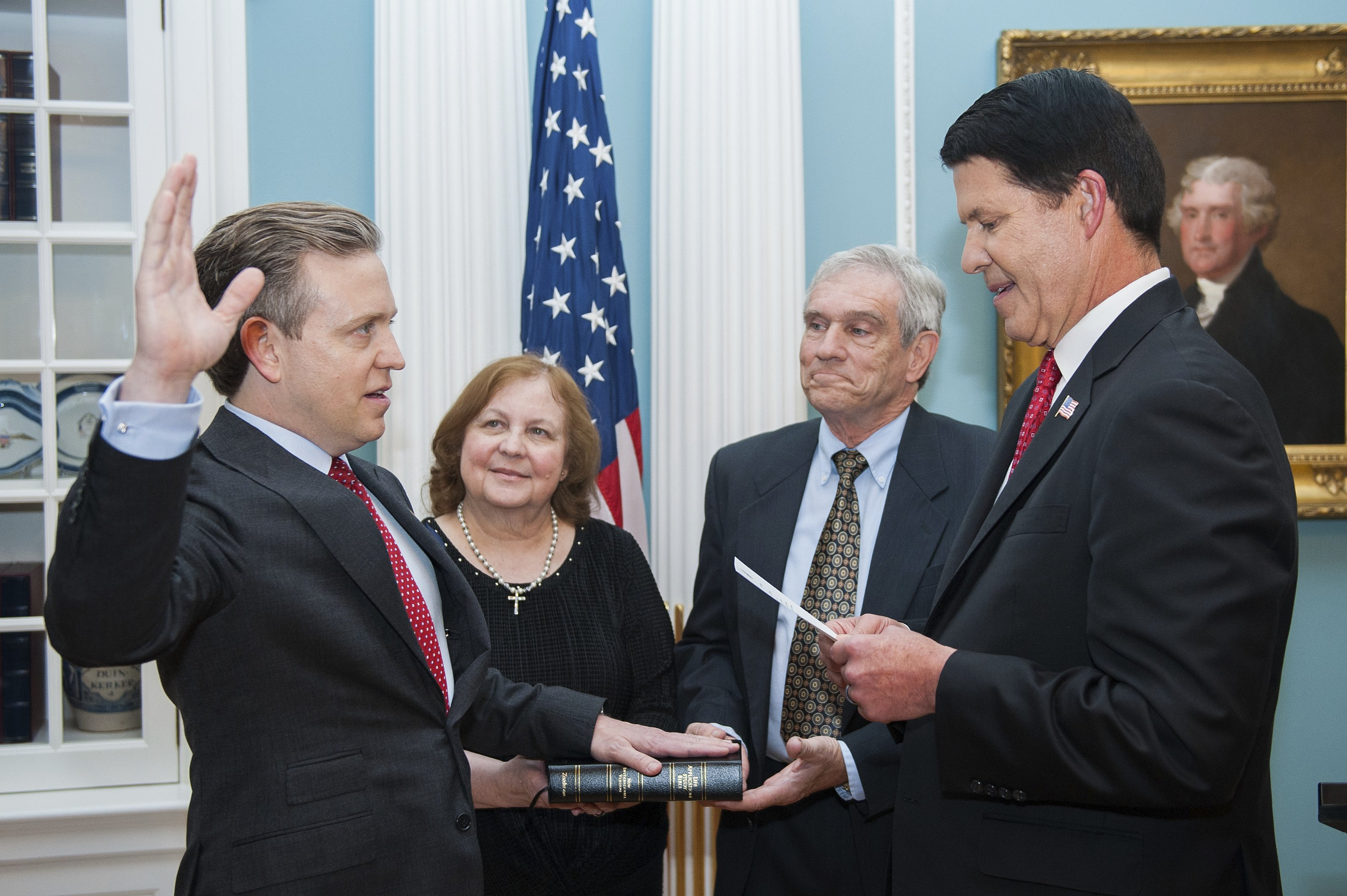
Ken Howery é formalmente empossado como Embaixador dos Estados Unidos no Reino da Suécia

Em 16 de janeiro de 2019, Howery foi nomeado pelo Presidente Donald Trump para ser Embaixador Extraordinário e Plenipotenciário dos Estados Unidos da América no Reino da Suécia. Após uma audiência de confirmação em 16 de maio de 2019, o Comitê de Relações Exteriores do Senado relatou favoravelmente a nomeação de Howery para o Senado, que confirmou Howery em 17 de setembro de 2019 por uma votação de 62–32. Em sua audiência de confirmação, Howery declarou que suas prioridades como embaixador incluiriam a busca pela expansão das relações econômicas e comerciais, o avanço dos compromissos de segurança mútua e a promoção de oportunidades de ciência, tecnologia e empreendedorismo.
Howery prestou juramento como embaixador em 10 de outubro de 2019, e apresentou suas credenciais a Sua Majestade o Rei Carl XVI Gustaf em 7 de novembro de 2019.
Como embaixador, Howery tem atuado em várias áreas políticas, incluindo defesa e tecnologia. A Suécia aprovou um aumento de 40% nos gastos com defesa em cinco anos durante o mandato de Howery—o maior aumento em mais de 70 anos.
O embaixador Howery também tem sido um forte defensor da tecnologia 5G limpa, promovendo a posição oficial do Departamento de Estado dos EUA que incentiva o uso de equipamentos feitos pelo fabricante sueco Ericsson e afirma que os produtos feitos pela Huawei são um risco de segurança para as democracias. Howery se reuniu com altos funcionários suecos sobre segurança 5G em setembro de 2020, e a Suécia subsequentemente anunciou a proibição de equipamentos das empresas de telecomunicações Huawei e ZTE em sua rede 5G.
O Embaixador Howery também promoveu maior cooperação, inclusive em questões de segurança, entre os Estados Unidos e a Suécia no Ártico. Em outubro de 2020, a Suécia publicou sua primeira nova Estratégia do Ártico em uma década, destacando preocupações sobre a deterioração das relações globais e o crescimento da atividade militar no Ártico. Sua defesa do Ártico incluiu ajudar a estabelecer uma parceria entre a Arctic Initiative na Harvard Kennedy School of Government e a Luleå University of Technology da Suécia.
O Embaixador Howery defendeu a importância da transparência e do compartilhamento de informações entre os países para responder com eficácia à pandemia COVID-19. Ele liderou os esforços da Embaixada dos Estados Unidos em Estocolmo para ajudar o fabricante sueco Getinge com questões de cadeia de suprimentos, ajudando-o a expandir a produção de ventiladores para o benefício dos pacientes COVID-19 nos Estados Unidos e em todo o mundo.
O Embaixador Howery se envolveu com a comunidade acadêmica sueca, incluindo sobre o papel que as universidades podem desempenhar no empreendedorismo e a importância da integridade acadêmica. Ele conduziu atividades de divulgação para as comunidades de negócios dos EUA e da Suécia na Suécia, incluindo discursos na Câmara de Comércio Sueco-Americana e na Câmara de Comércio Americana. Ele também se envolveu com os principais institutos de pesquisa científica suecos, parques científicos e Agência de Inovação da Suécia.